# Dariusz Bugalski

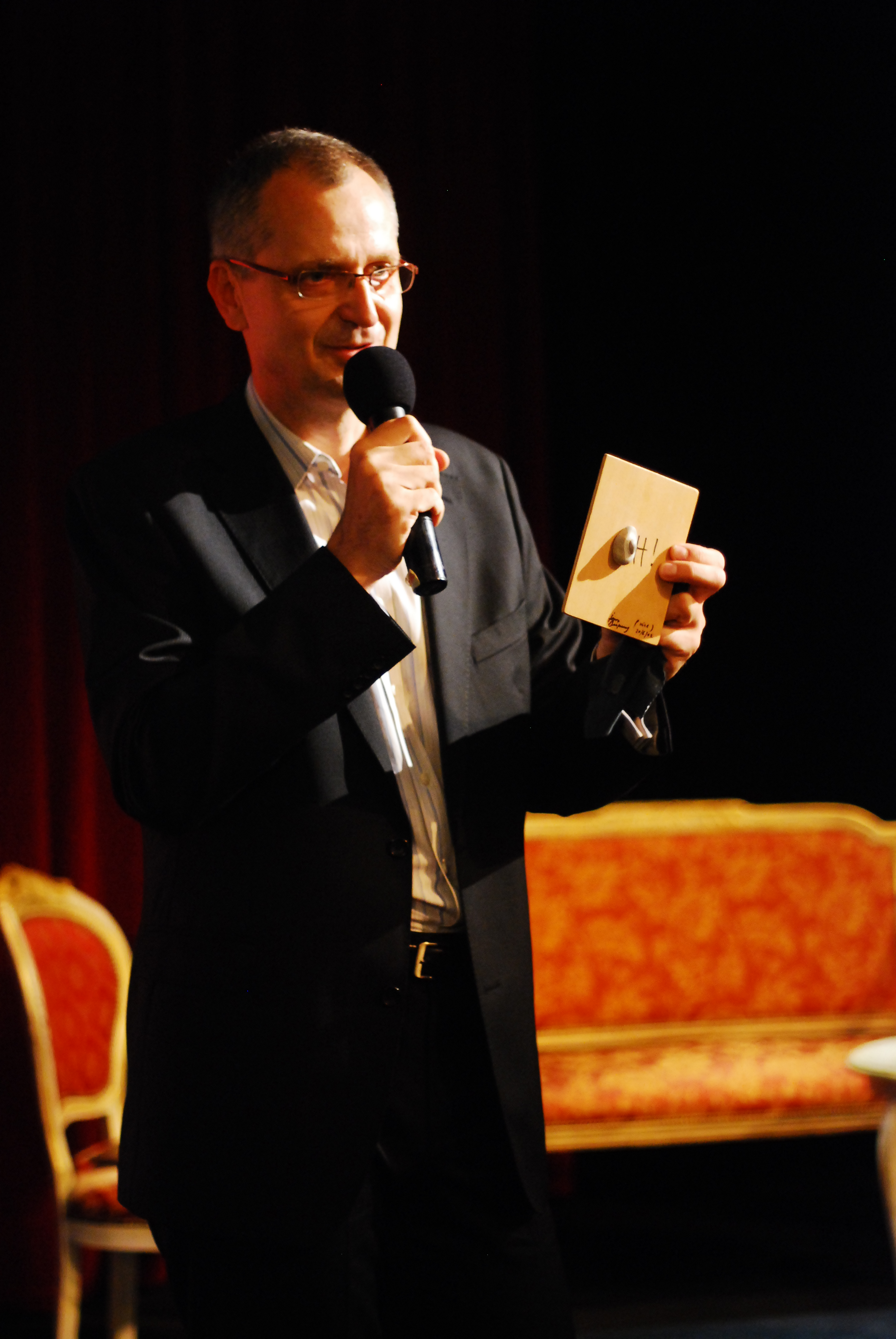
Dariusz Bugalski (2009)

Dariusz Bugalski (ur. 16 października 1961 w Augustowie) – polski poeta, dziennikarz oraz prezenter radiowo-telewizyjny.

## Życiorys
Ukończył, zdając maturę w 1979, I Liceum Ogólnokształcące im. Grzegorza Piramowicza w Augustowie. Później ukończył kulturoznawstwo (specjalizacja filmoznawstwo) w 1986 na Uniwersytecie Łódzkim. Tam też studiował filozofię, a na Uniwersytecie Warszawskim historię sztuki, jednak obu kierunków nie ukończył. 
Po studiach podjął pracę w Muzeum Sztuki w Łodzi, gdzie był m.in. autorem programu edukacyjnego. Pracę dziennikarską rozpoczął w 1998 w radiu Tok FM, następnie pracował w telewizji TVN, prowadząc przez kilka miesięcy program interwencyjny "Uwaga". W 2001 przeszedł do Programu 3 Polskiego Radia. Prowadził audycje "Polska według Polaków", "Wszystko, co najważniejsze" oraz "Według Polaków". Na antenie TVP2 był jednym z gospodarzy programu "Pytanie na śniadanie". Od 2008 do 2020 prowadził "Klub Trójki" oraz "Trójkę pod Księżycem". Od 2020 autor podcastu K3.
Dariusz Bugalski jest również pisarzem i poetą. Publikował między innymi w "Twórczości", "Frazie", "Czasie Kultury", "Toposie", "Nowym Nurcie". Był współzałożycielem Stowarzyszenia Literackiego im. K. K. Baczyńskiego, powołanego w Łodzi w 1990. W 1992 otrzymał za tomik Turtle, turtle, turtle nagrodę Polskiego Towarzystwa Wydawców za debiut. Zajmował się również krytyką sztuki ("Format", "Exit", "Pokaz", "Fraza").

## Dorobek literacki
- Turtle, turtle, turtle – tom poezji (1991)
- Wyliczanka – tom poezji (1993)
- Przekłady – tom poezji (1995)
- Miejsce, w którym nic się nie stało – tom poezji (1997)
- 83 piosenki, które pomogą ci dociągnąć do czterdziestki – zbiór opowiadań i wierszy (2006)
- o tu – tom poezji (2009)
- Jaśnienie – książka artystyczna z fotografiami Wojciecha Prażmowskiego (2009)
- Przecieki. Wiersze wybrane – (2010)[7]
- Wirus – opowieść political fiction (2016)